# Opsomeigenia galerucellae
Opsomeigenia galerucellae là một loài ruồi trong họ Tachinidae.